# 2272 Montezuma
2272 Montezuma este un asteroid din centura principală, descoperit pe 16 martie 1972 de Tom Gehrels.